# كريستيان فادوش
كريستيان فادوش (بالمجرية: Vadócz Krisztián)‏ (مواليد 30 مايو 1985 في بودابست - المجر) لاعب كرة قدم مجري يلعب حاليا لصالح نادي الدرجة الأولى أوساسونا الإسباني منذ 2008 في مركز الوسط المدافع .

## روابط خارجية
- كريستيان فادوش على موقع الاتحاد الدولي (مؤرشف)  (الإنجليزية)
- كريستيان فادوش على موقع اتحاد المجر (الهنغارية)
- كريستيان فادوش على موقع رابطة كرة القدم الفرنسية للمحترفين (الإنجليزية)
- كريستيان فادوش على موقع قاعدة بيانات كرة القدم.إي يو (الإنجليزية)
- كريستيان فادوش على موقع ناشيونال فوتبول تيمز (الإنجليزية)
- كريستيان فادوش على موقع Soccerbase.com (لاعب) (الإنجليزية)
- كريستيان فادوش على موقع Soccerway.com (الإنجليزية)
- كريستيان فادوش على موقع AS.com (الإسبانية)